# 대한변호사협회
대한변호사협회(大韓辯護士協會, Korean Bar Association, 약칭: 대한변협 또는 변협)는 대한민국의 법조인 단체이다. 법에 의해 모든 변호사가 가입하게 되어 있다. 법률구조사업을 한다. 서울특별시 서초구 서초대로45길 20 2,3층에 위치하고 있다. 현재 협회장은 김영훈 변호사이다.

## 설립 근거
- 변호사법 제78조[1]

## 발자취
최초의 변호사회는 1907년 9월 23일 창립된 한성 변호사회로, 각 지방에 분회를 두도록 되어 있었으나 당시 전국의 변호사 수가 10명을 넘지 않아 전국적인 변호사회 연합 조직은 성립되지 않고, 다만 ‘전조선 변호사 대회’라는 이름으로 그때 그때의 필요에 따라 회합이 이루어졌다.
1945년 11월 19일, 광복과 더불어 설립된 미군정 시절 법무국령 제4호가 제정되어 기존의 모든 변호사회를 폐지하고 각 지역에 지방 분회를 두는 실질적인 전국 조직의 조선 변호사회가 비로소 창설되었다. 조선 변호사회는 조선 한성 재판부에 본사무실을 두고 매년 1월, 4월, 7월, 10월의 각 두 번째 목요일, 조선 한성 재판소에서 각 중앙 자문 회의를 개최하였다.
이후 1948년 7월 17일 대한민국 헌법이 제정·공포되고, 같은 해 8. 15. 정부수립 후 1948년 9월 26일 법률 제51호로 법원 조직법이 제정ㆍ공포됨에 따라, 1949년 11월 7일 현재의 대한 변호사 협회 설치 근거인 변호사법이 제정되었다.
이에 1950년 6월 17일 새 변호사법에 의한 대한 변호사 협회 창설을 위해 대법원 회의실에서 협회 규약을 제정한 창립 총회가 개최되었으나 한국 전쟁으로 인하여 법무부의 인가를 받지 못하고, 그 후 1952년 7월 28일 임시 수도 부산에서 속개된 창립 총회에서 협회 규약을 확정, 같은 해 8월 29일 법무부로부터 설립 인가를 받음으로써 지금의 대한 변호사 협회가 정식으로 출범하게 되었다.

대한변호사협회(회장 이세중)는 1993년 7월 1일에 전국 12개 지방변호사회 회장단과 상임이사 등 19명이 참석한 가운데 <사법부 개편을 위한 전국 변호사 회의>를 갖고 "사법부 인사권을 남용하여 소신과 양심을 지키려는 법관들을 조직에서 의도적으로 배제함으로써 권력에 순치시켜왔다. 사법부 개혁은 개편된 법원 수뇌부에 의해 강력히 추진되어야 한다 현재 법원 수뇌부를 이루고 있는 상당수의 법관은 자기성찰과 개혁의 의지가 없어 개혁의 주체라기 보다 오히려 개혁의 대상이 될 수 밖에 없다."면서 "정치권력에 영합한 재판을 하였거나 시국사건의 재판을 조종, 통제한 인사들의 퇴진, 개혁 의지와 능력이 있는 인사로 대법원을 개편하라 "며 사법부 개편과 정치판사 퇴진을 촉구하는 결의문을 채택했다.

1993년 9월 16일 「검찰개혁에 관한 우리의 의견」 제하의 성명에서 "검찰에 대한 국민의 불신과 검찰개혁을 가로막는 주된 요인은 과거검찰권의 파행적인 행사에 관여한 인사들 가운데 상당수가 아직도 검찰요직에 남아있기 때문"이라며 "검찰의 개혁은 재산의 보유규모를 따지기 앞서 이같은 요인을 제거하는 바탕에서 전개돼야 한다 이같은 전제에서 유신독재하에서 민청학련 사건을 비롯한 긴급조치법위반 사건과 5-6공화국에서의 국가보안법 및 집시법 위반 등 시국관련 사건을 다루는 과정에서 권력에 영합하여 무리한 사건 수사, 공정치 못한 공소권 행사, 사건은폐조작 및 인권유린 등 파행적 검찰권 행사에 직접 관여한 검사들은 물러나야 한다"고 주장했다.

## 징계
대한변호사협회는 법을 어긴 변호사에 대해 영구제명과 제명, 정직, 과태료, 견책 등의 징계 권한도 갖고 있으며 다만 변호사법에 따라 금고 이상의 형을 받은 변호사에 대해서는 등록이 취소된 자는 회원이 아니므로 징계 권한이 없으므로 징계 청구는 각하된다.

## 조직

### 총회
- 감사

#### 대한변호사협회장
- 이사회
- 대변인
- 등록심사위원회
- 변호사징계위원회
- 조사위원회
- 법학전문대학원평가위원회
- 외국법자문사등록심사위원회
- 외국법자문사징계위원회

##### 부협회장
- 박진만
  - 상설위원회
    - 총무위원회
    - 재무위원회
    - 법제위원회
    - 인권위원회
    - 교육위원회
    - 회원위원회
    - 공보위원회
    - 국제위원회
    - 사업위원회

  - 특별위원회

- 검사평가특별위원회
- 고충처리위원회
- 변호사공익대상심사위원회
- 공익활동심사위원회
- 광고심사위원회
- 국제인권특별위원회
- 다문화가정법률지원위원회
- 대한특허변호사회
- 변호사등록심사위원회
- 마을변호사운영위원회
- 미래전략특별위원회
- 법관평가특별위원회
- 법령심의특별위원회
- 법률서비스보험특별위원회
- 법무담당관특별위원회
- 법제연구원운영위원회
- 법조대화합특별위원회
- 법조일원회위원회
- 법학전문대학원발전위원회
- 법학전문대학원평가위원회
- 변호사수급정상화특별위원회
- 변호사시험합격자연수운영위원회
- 변호사연수원운영위원회
- 변호사중개센터운영위원회
- 변호사직역대책특별위원회
- 북한인권특별위원회
- 사내변호사특별위원회
- 사법평가위원회
- 선거관리위원회
- 생명존중재난안전특별위원회
- 세제위원회
- 소방관법률지원단운영위원회
- 스타트업규제혁신특별위원회
- 신문편집위원회
- 여성변호사특별위원회
- 외국법자문사광고심사위원회
- 외국법자문사등록심사위원회
- 외국법자문사징계위원회
- 우수변호사선정특별위원회
- 윤리위원회
- 일과가정양립을위한위원회
- 일제피해자인권특별위원회
- 입법특별위원회
- 변호사전문분야등록심사위원회
- 정책자문위원회
- 조사위원회
- 준법지원인특별위원회
- 지식재산연수원운영위원회
- 징계위원회
- 청년변호사개업지원본부
- 청년변호사특별위원회
- 통일문제연구위원회
- 필수적변호사변론주의특별위원회
- 한국법률문화상운영위원회
- 헌법개정특별위원회
- 형사사건성공보수유요화특별위원회
- 확장된단일사무소심사위원회
- 환경과에너지연구위원회
- 회지편집위원회
- 회칙등개정특별위원회

- 사무국
  - 사무총장
    - 사무차장
      - 사무국장
        - 총무팀
        - 비서실
        - 법제팀
        - 국제팀
        - 재무팀
        - 회원팀
        - 연수팀
        - 윤리팀
        - 인권팀
        - 공보팀
        - 사업팀
        - 기획팀
        - 입법지원실
        - 평가팀
        - 전산팀
        - 미디어소통팀
        - 정책팀
        - 법조신문팀

## 역대 회장
- 제1대 최병석 (1953.04 ~ 1953.10)
- 제2,3대 양대경 (1953.10 ~ 1955.04)
- 제4,5대 김종근 (1955.04 ~ 1957.05)
- 제6,7대 최백순 (1957.05 ~ 1959.05)
- 제8대 정구영 (1953.10 ~ 1955.04)
- 제9대 신태악 (1960.05 ~ 1960.09)
- 제9대(보선) 장후영 (1960.09 ~ 1961.06)
- 제10대 정구영 (1961.06 ~ 1962.06)
- 제11대 한격만 (1962.06 ~ 1963.06)
- 제12대 배정현 (1963.10 ~ 1964.04)
- 제13대 이병린 (1964.05 ~ 1965.05)
- 제14대 고재호 (1965.05 ~ 1966.05)
- 제15대 김준원 (1966.05 ~ 1967.05)
- 제16대 신순언 (1967.05 ~ 1968.05)
- 제17대 이병린 (1968.05 ~ 1969.05)
- 제18대 전봉덕 (1969.05 ~ 1970.05)
- 제19대 홍승만 (1970.05 ~ 1971.05)
- 제20대 배정현 (1971.05 ~ 1971.10)
- 제20대(보선) 양윤식 (1971.10 ~ 1972.05)
- 제21대 김윤근 (1972.05 ~ 1973.05)
- 제22대 고재호 (1973.05 ~ 1974.05)
- 제23대 곽명덕 (1974.05 ~ 1975.03)
- 제24대 임한경 (1975.05 ~ 1976.05)
- 제25대 배영호 (1976.05 ~ 1977.05)
- 제26대 양정수 (1977.05 ~ 1978.05)
- 제27대 양준모 (1978.05 ~ 1979.05)
- 제28,29대 김태청 (1979.05 ~ 1981.05)
- 제30대 김두현 (1981.05 ~ 1982.05)
- 제31대 김택현 (1982.05 ~ 1983.05)
- 제32대 이병용 (1983.05 ~ 1985.02)
- 제33대 김은호 (1985.02~ 1987.02)
- 제34대 문인구 (1987.02 ~ 1989.02)
- 제35대 박승서 (1989.02 ~ 1991.02)
- 제36대 김홍수 (1991.02 ~ 1993.02)
- 제37대 이세중 (1993.02 ~ 1995.02)
- 제38대 김선 (1995.02 ~ 1997.02)
- 제39대 함정호 (1997.02 ~ 1999.02)
- 제40대 김창국 (1999.02 ~ 2001.02)
- 제41대 정재헌 (2001.02 ~ 2003.02)
- 제42대 박재승 (2003.02 ~ 2005.02)
- 제43대 천기흥 (2005.02 ~ 2007.02)
- 제44대 이진강 (2007.02 ~ 2009.02)
- 제45대 김평우 (2009.02 ~ 2011.02)
- 제46대 신영무 (2011.02 ~ 2013.02)
- 제47대 위철환 (2013.02 ~ 2015.02)
- 제48대 하창우 (2015.02 ~ 2017.02)
- 제49대 김현 (2017.02 ~ 2019.02)
- 제50대 이찬희 (2019.02 ~ 2021.02)
- 제51대 이종엽 (2021.02.~ 2023.02.)
- 제52대 김영훈 (2023.02.~ 2025.02.)
- 제53대 김정욱 (2025.02.~ )

## 같이 보기
- 헌법을 생각하는 변호사 모임 (헌변)
- 민주사회를 위한 변호사 모임 (민변)
- 시민과 함께하는 변호사들 (시변)
- 미국 변호사 협회